# I'll Always Know What You Did Last Summer
I'll Always Know What You Did Last Summer (bra: Eu Sempre Vou Saber o Que Vocês Fizeram no Verão Passado; prt: Vou Sempre Saber o Que Fizeste no Verão Passado) é um filme estadunidense de 2006, dos gêneros suspense e terror, dirigido por Sylvain Whiote. 
É o terceiro filme da trilogia I Know What You Did Last Summer, sucedendo a I Still Know What You Did Last Summer.

## Elenco
- Brooke Nevin .... Amber Williams
- Torrey DeVitto .... Zoe
- Ben Easter .... Lance
- David Paetkau .... Colby Patterson
- Seth Packard .... Roger
- Donald Shank ...  Fisherman